# BR-392
Pour les articles homonymes, voir Route 392.

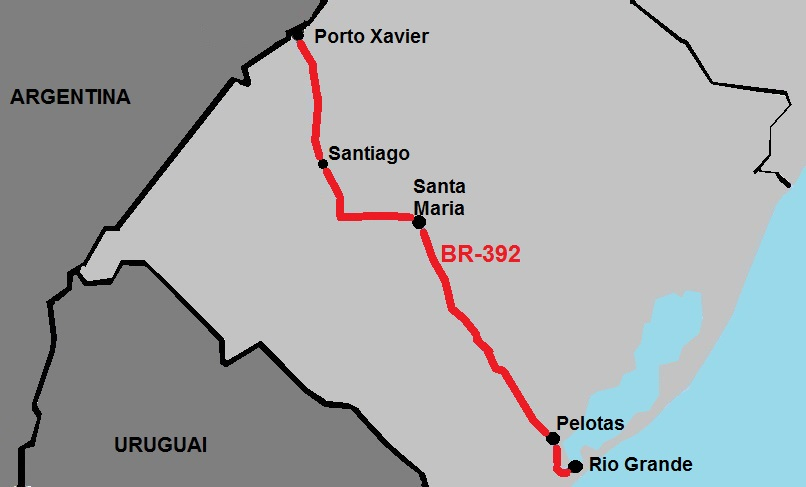
Tracé de la BR-392

La BR-392 est une importante route fédérale diagonale qui traverse le centre de l'État du Rio Grande do Sul. Sur cette route transite une bonne part des matières premières produites à l'intérieur de l'État. Elle débute à Rio Grande, Dans le Nouveau Port, et s'achève à Porto Xavier, à la frontière avec l'Argentine.
Sur tout son parcours, la BR-392 reçoit divers noms et partage une partie de son trajet avec la BR-471, entre Quinta, localité et district de la municipalité de Rio Grande, et Canguçu, sur 127 km ; de même avec la BR-158, entre Santa Maria et Tupanciretã, sur 83 km. Elle est globalement bien entretenue, mais compte un tronçon en cours de construction, entre Tupanciretã et Entre-Ijuís - 157 km.
Elle dessert les villes de :
- Pelotas
- Morro Redondo
- Canguçu
- Piratini
- Santana da Boa Vista
- Caçapava do Sul
- São Sepé
- Santa Maria
- Itaara
- Júlio de Castilhos
- Tupanciretã
- Jóia
- Eugénio de Castro
- Entre-Ijuís
- Santo Ângelo
- Sete de Setembro
- Guarani das Missões
- Cerro Largo
- Salvador das Missões
- São Pedro du Butiá
- Roque Gonzales

## Galerie

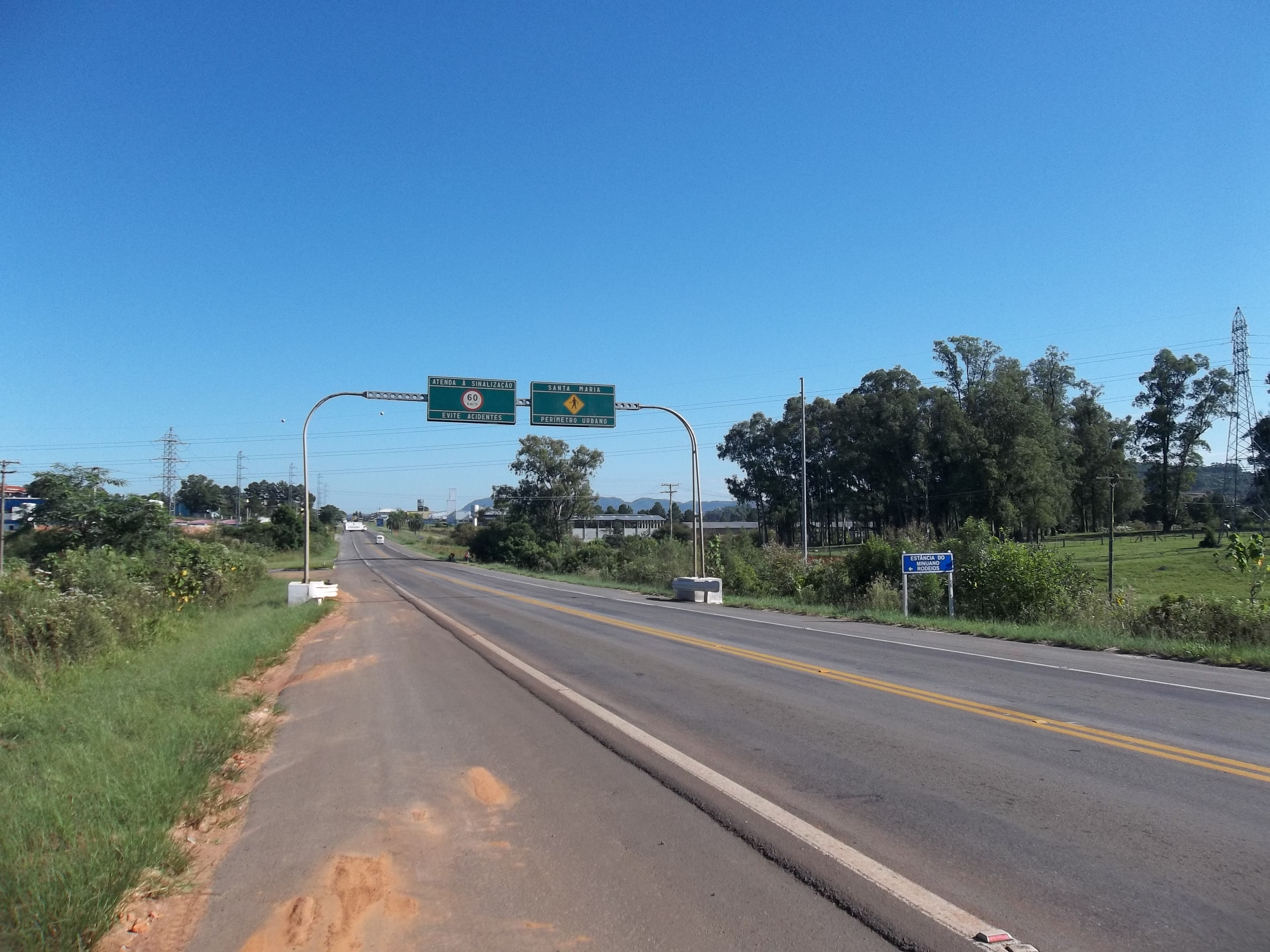
BR-392 à Santa Maria, Rio Grande do Sul
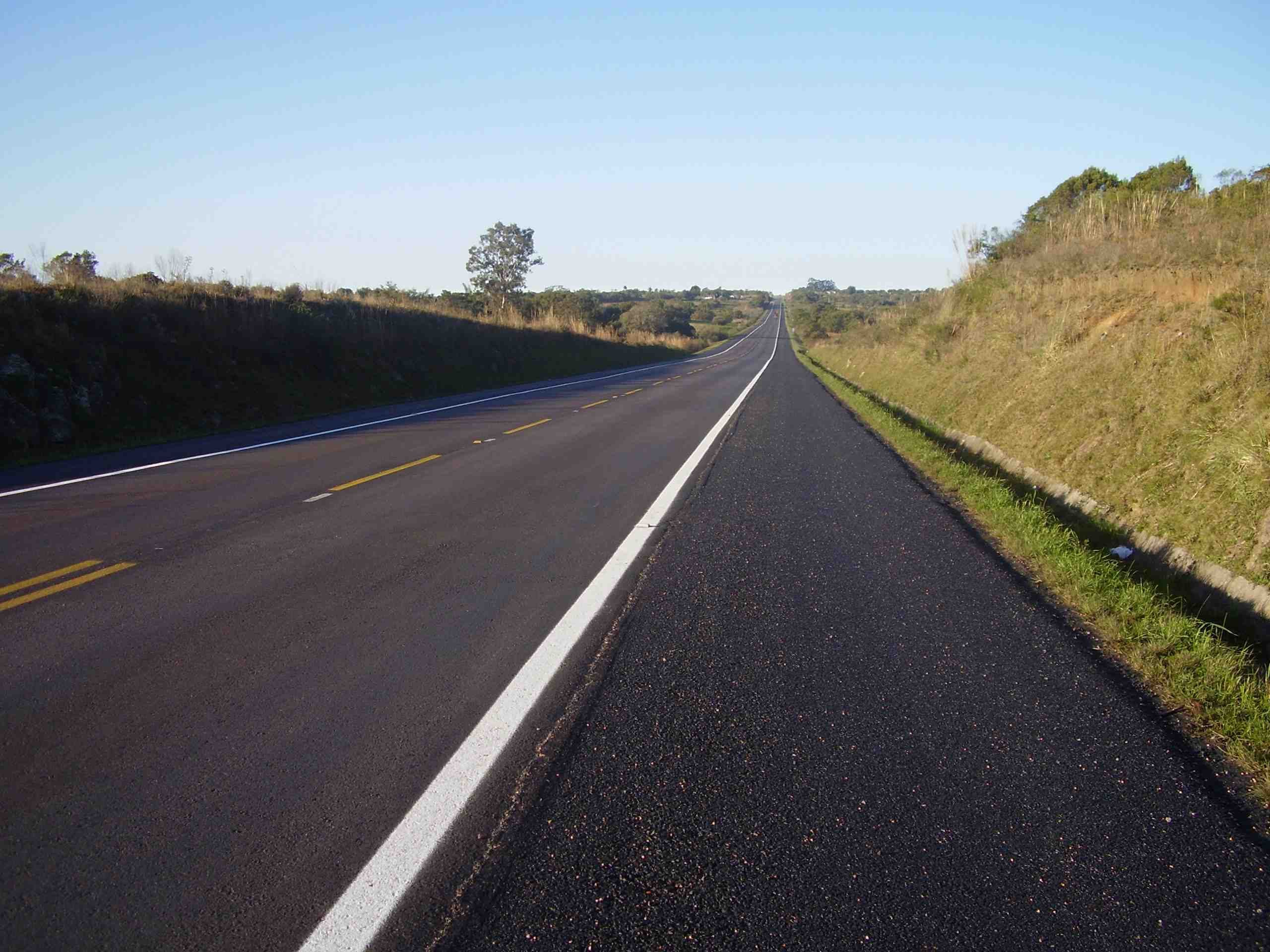
BR-392 à Rio Grande do Sul